# Великолепов, Николай Николаевич
Николай Николаевич Великолепов (20 декабря 1902 года, Липецк — 5 ноября 1980 года, Воронеж) — советский военный деятель, Генерал-майор артиллерии (25 сентября 1944 года).

## Начальная биография
Николай Николаевич Великолепов родился 20 декабря 1902 года в Липецке. Отец — губернский секретарь Николай Леонидович Великолепов, закончил Московское училище живописи, ваяния и зодчества, работал учителем рисования в Липецком реальном училище и в женской прогимназии. Мать — Софья Петровна Эльшина, выпускница женской прогимназии Липецка, после окончания этой гимназии преподавала там же
С 1914 по 1917 годы учился в Липецком реальном училище, а с 1918 по 1922 годы — в Липецкой трудовой школе второй ступени, одновременно работал помощником монтёра при Липецком райсовете.
С 1922 года работал инструктором Всевобуча при Липецком райвоенкомате.

## Военная служба

### Довоенное время
1 мая 1924 года призван в ряды РККА и направлен красноармейцем в 18-й гаубичный артиллерийский полк в составе 18-й стрелковой дивизии (Московский военный округ), дислоцированный в Ростове, а в феврале 1925 года назначен командиром отделения в артиллерийской школе 18-го артиллерийского полка в Ярославле. В апреле того же года направлен на Туркестанский фронт, где, находясь на должности командира отделения 11-го конноартиллерийского дивизиона (11-я Гомельская кавалерийская дивизия) принимал участие в боевых действиях против басмачества на территории Восточной Бухары. В ноябре направлен на учёбу в Ташкентскую объединённую военную школу, однако в апреле 1926 года переведён в Московскую артиллерийскую школу имени Л. Б. Красина, после окончания которой вернулся в 11-й конноартиллерийский дивизион (11-я кавалерийская дивизия, Приволжский военный округ), в составе которого служил на должностях командира огневого и учебного взводов.
В июне 1931 года назначен на должность командира конной полковой батареи в составе 46-го Уральского кавалерийского полка в составе той же 11-й кавалерийской дивизии, но в июле 1935 года переведён обратно в 11-й конноартиллерийский полк, в котором служил начальником штаба дивизиона, помощника начальника штаба полка по разведке и командира 1-го дивизиона.
В апреле 1938 года назначен на должность начальника штаба 52-го гаубичного артиллерийского полка (52-я стрелковая дивизия, Белорусский военный округ), дислоцированного в Мозыре, а в декабре того же года — на должность командира дивизиона в составе 152-го тяжёлого корпусного артиллерийского полка, находясь на которой, принимал участие в ходе Польского похода РККА в районе городов Молодечно, Лида и Гродно.
В январе 1940 года направлен на учёбу на артиллерийские краснознаменные курсы усовершенствования командного состава в г. Пушкин, после окончания которых в августе того же года назначен на должность начальника 1-го отдела боевой подготовки Управления начальника артиллерии Западного особого военного округа.

### Великая Отечественная война
С началом войны находился на прежней должности.
В июле 1941 года назначен на должность начальника разведывательного отдела штаба Артиллерийского управления Западного фронта и занимался помимо руководства артиллерийской разведкой фронта также оперативными заданиями и принимал участие в организации противотанковой обороны в районе Минска, Могилёва, Смоленска, Вязьмы, Можайска и Москвы. Принимал участие в ходе Смоленской и Вяземской оборонительных операций, во время последней попал в окружение, из которого во главе группы в 37 бойцов и командиров вышел 13 октября в районе Ваулино южнее Можайска.
2 октября 1941 года вступил в ряды ВКП(б).
Подполковник Н. Н. Великолепов в марте 1942 года назначен на должность командира 154-го гаубичного артиллерийского полка в составе 32-й стрелковой дивизии. 24 мая того же года приказом НКО № 160 32-я стрелковая дивизия преобразована в 29-ю гвардейскую стрелковую дивизию, а 154-й гаубичный артиллерийский полк — в 62-й гвардейский артиллерийский полк. В течение 1942 года дивизия вела оборонительные боевые действия в районе юго-восточнее Гжатска, перекрывая дорогу Минск — Москва. В ноябре 1942 года назначен на должность заместителя командира — начальника артиллерии 29-й гвардейской стрелковой дивизии, которая в феврале—марте 1943 года принимала участие в ходе Ржевско-Вяземской наступательной операции, во время которой участвовала в ходе освобождения Гжатска и Вязьмы.
В июле 1943 года полковник Н. Н. Великолепов назначен на должность командующего артиллерией 61-го стрелкового корпуса, который с августа того же года принимал участие в ходе Смоленской наступательной операции, наступательных боевых действий на оршанском направлении и затем в Белорусской операции.
25 сентября 1944 года назначен на должность командира 19-й артиллерийской дивизии прорыва, формировавшейся в Брянском учебном артиллерийском лагере. По завершении формирования в феврале 1945 года дивизия направлена на 2-й Украинский фронт, где в составе 46-й армии принимала участие в ходе Балатонской оборонительной, Венской, Братиславско-Брновской и Пражской наступательных операций.

### Послевоенная карьера
После окончания войны находился на прежней должности. 24 июня 1945 года принимал участие в Параде Победы, командуя батальоном артиллеристов в сводном полку 3-го Украинского фронта.
Летом 1945 года 19-я артиллерийская дивизия прорыва из Австрии была передислоцирована в Болгарию с включением в состав 2-го артиллерийского корпуса прорыва (Южная группа войск) и летом 1946 года была расформирована. 29 сентября 1946 года генерал-майор артиллерии Н. Н. Великолепов назначен на должность заместителя командира 4-го артиллерийского корпуса прорыва.
В феврале 1947 года направлен на учёбу на Высшие артиллерийские академические курсы при Артиллерийской академии имени Ф. Э. Дзержинского, после окончания которых 10 февраля 1948 года назначен на должность назначен на должность начальника Сумского артиллерийского краснознаменного училища, 4 апреля 1952 года — на должность заместителя командующего артиллерией Киевского военного округа, 12 декабря 1953 года — на должность начальника Высших академических курсов при Военной артиллерийской (командной) академии в Ленинграде, 28 октября 1955 года — на должность начальника военной кафедры Львовского государственного университета, а 25 января 1956 года — на должность начальника военной кафедры Харьковского горного института.
Генерал-майор артиллерии Николай Николаевич Великолепов 6 апреля 1959 года вышел в запас. Умер 5 ноября 1980 года в Воронеже. Похоронен на Коминтерновском кладбище города. Надгробие от Министерства обороны оформлено в 1984 году.
Был дважды женат, первая жена Александра Ивановна Желанова, похоронена рядом с Н. Н. Великолеповым. Вторая жена Анна Давыдовна Бородкина, работала врачом. Детей не было.

## Воинские звания
- Капитан (21 декабря 1937 года);
- Майор (6 сентября 1940 года);
- Подполковник (28 января 1942 года);
- Полковник (17 марта 1943 года);
- Генерал-майор артиллерии (25 сентября 1944 года).

## Награды
- Орден Ленина;
- Три ордена Красного Знамени;
- Орден Суворова 2-й степени;
- Орден Кутузова 2-й степени;
- Орден Богдана Хмельницкого 2-й степени;
- Орден Красной Звезды;
- Медали.

Иностранные награды
- Орден Заслуг Венгерской Народной Республики 1-го класса;
- Крест Храбрых (Польская народная республика);
- Медаль «За Одру, Нису и Балтику» (Польская народная республика).

## Сочинения
- Великолепов Н. Н. Огонь ради победы. — М.: Воениздат, 1977.
- Великолепов Н. Н. Огонь ради победы. М., 1980.

## Память
В 2017 году в честь Николая Великолепова названа площадь в Липецке.